# Dirphia amalia
Dirphia amalia är en fjärilsart som beskrevs av Pieter Cramer 1781. Dirphia amalia ingår i släktet Dirphia och familjen påfågelsspinnare. Inga underarter finns listade i Catalogue of Life.